# Epiphellia pusilla
Epiphellia pusilla is een zeeanemonensoort uit de familie Isophelliidae. De anemoon komt uit het geslacht Epiphellia. Epiphellia pusilla werd in 1928 voor het eerst wetenschappelijk beschreven door Verrill. 